# Левин, Арье (филолог)
Арье Левин (ивр. אריה לוין‎; 1937, Рамат-Ган, подмандатная Палестина — 12 марта 2023) — израильский учёный-лингвист, специалист по грамматике и диалектам арабского языка. Руководитель Института исследований Азии и Африки Еврейского университета в Иерусалиме (1992—1998), лауреат Государственной премии Израиля (2010).

## Биография
Родился в 1937 году в Рамат-Гане. В 1960 году получил степень бакалавра по языку и литературе на языке иврит в Еврейском университете в Иерусалиме, в 1964 и 1971 годах — степени магистра и доктора философии по той же специальности в том же вузе.
С 1972 года преподавал на кафедре арабского языка и литературы в Еврейском университете в Иерусалиме. С 1985 года — профессор, в 1985—1990 годах возглавлял кафедру арабского языка и литературы, в 1992—1998 годах — Институт исследований Азии и Африки Еврейского университета. В 1999—2002 годах председатель комиссии по обучению на старших степениях факультета гуманитарных наук Еврейского университета. С 2007 года эмеритированный профессор.
Ведущий специалист Израиля по средневековой арабской грамматике «Аль-Китаб», автор многочисленных публикаций по методологии и языковой теории Сибавейхи. Внёс значительный вклад в изучение связи диалектов современного арабского языка с историческими арабскими грамматиками, входил в число ведущих мировых специалистов по средневековой арабской грамматике. С 1986 по 1989 год возглавлял комиссию по составлению учебной программы по арабскому языку для средних школ при министерстве образования Израиля, с 2003 по 2006 год — председатель комиссии по составлению программы изучения устного арабского языка для средних школ. С 1986 по 2006 год возглавлял также профессиональный совет по преподаванию арабского языка в школах. С 1991 года — член редакционного совета научного журнала Jerusalem Studies in Arabic and Islam, с 2001 года член учёного совета Института Бялика (Иерусалим). В первом десятилетии XXI века главный исследователь проектов по изучению диалектов арабского языка в Земле Израильской и по обновлению арабо-ивритского словаря.
Лауреат ряда профессиональных наград Еврейского университета, в 2010 году удостоен Государственной премии Израиля в области лингвистики. Проживал в Мевасерет-Цион, в браке с Гейл Левин родились двое сыновей — Ярив (в будущем министр юстиции Израиля) и Юрий. Скончался в марте 2023 года.